# Pipilo erythrophthalmus
O Pipilo erythrophthalmus é uma espécie de pássaro Pardal. A taxonomia dessa espécie está em debate nas últimas décadas e, anteriormente, o Pardal manchado eram considerados uma única espécie, o pardal-do-mato.
Seu habitat de reprodução são áreas de montanha no leste América do Norte. Eles aninham-se em arbustos ou no chão, debaixo de arbustos. As aves do norte migram para o sul dos Estados Unidos. Houve um registro dessa espécie como vagante na Europa Ocidental: um único pássaro na Grã-Bretanha em 1966.

## Taxonomia
O pássaro foi descrito pelo naturalista sueco Carl Linnaeus em 1758 na décima edição de seu Systema Naturae e recebeu o nome binomial de Fringilla erythrophthalma . Esta espécie é agora colocada no gênero Pipilo, introduzido pelo ornitólogo francês Louis Jean Pierre Vieillot em 1816. O nome específico erythrophthalmus / erythrophthalma combina as palavras gregas antigas ερυθρος eruthros "vermelho" e οφθαλμος ophthalmos "eye".
Quatro subespécies são reconhecidas:
- Educaçao Fisica. erythrophalmus ( Linnaeus, 1758), encontrado centro-sul e sudeste do Canadá no leste dos Estados Unidos
- Educaçao Fisica. canaster ( Howell, AH, 1913), encontrado no interior do sudeste dos Estados Unidos
- Educaçao Fisica. rileyi ( Koelz, 1939), encontrado no litoral dos Estados Unidos, exceto no centro e sul da Flórida
- Educaçao Fisica. alleni ( Coues, 1871) encontrada no sul e no centro da Flórida

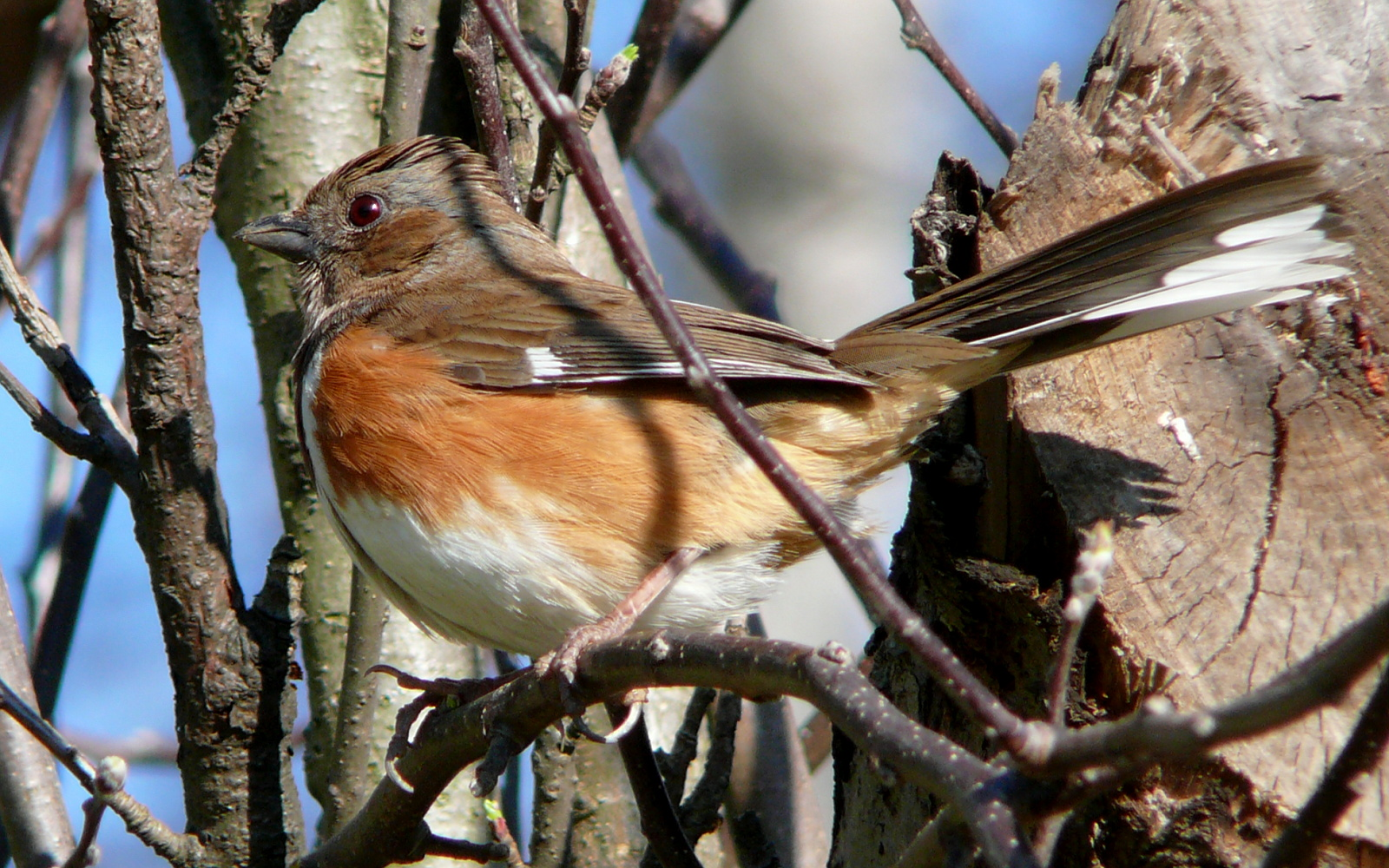
Fêmea